# Лейквью (тауншип, Миннесота)
Лейквью (англ. Lakeview) — тауншип в округе Карлтон, Миннесота, США.

## География
По данным Бюро переписи населения США площадь тауншипа составляет 89,0 км², из которых 86,5 км² занимает суша, а 2,5 км² — вода (2,82 %).

## Демография
По данным переписи населения 2000 года здесь находились 194 человека, 84 домохозяйства и 67 семей.  Плотность населения —  2,2 чел./км².  На территории тауншипа расположено 146 построек со средней плотностью 1,7 построек на один квадратный километр. Расовый состав населения: 98,97 % белых, 0,52 % — других рас США и 0,52 % приходится на две или более других рас. Испанцы или латиноамериканцы любой расы составляли 0,52 % от популяции тауншипа. 29,2 % населения составляли финнов, 28,0 % немцев, 10,6 % шведов и 5, % Welsh по данным переписи населения 2000 года.
Из 84 домохозяйств в 21,4 % воспитывались дети до 18 лет, в 64,3 % проживали супружеские пары, в 7,1 % проживали незамужние женщины и в 20,2 % домохозяйств проживали несемейные люди. 19,0 % домохозяйств состояли из одного человека, при том 11,9 % из — одиноких пожилых людей старше 65 лет. Средний размер домохозяйства — 2,31, а семьи — 2,46 человека.
18,6 % населения — младше 18 лет, 10,3 % — в возрасте от 18 до 24 лет, 15,5 % — от 25 до 44, 26,3 % — от 45 до 64, и 29,4 % — старше 65 лет. Средний возраст — 50 лет. На каждые 100 женщин приходилось 98,0 мужчин.  На каждые 100 женщин старше 18 приходилось 97,5 мужчин.
Средний годовой доход домохозяйства составлял 29 545 долларов, а средний годовой доход семьи —  31 563 доллара. Средний доход мужчин —  31 429  долларов, в то время как у женщин — 23 333. Доход на душу населения составил 17 822 доллара. За чертой бедности находились 6,2 % семей и 10,9 % всего населения тауншипа, из которых 14,6 % младше 18 и 7,0 % старше 65 лет.